# Trận Dunkerque
Trận Dunkerque (hay Trận Dunkirk) là một trận đánh quan trọng nổi tiếng trong Chiến tranh thế giới thứ hai, diễn ra tại xã Dunkerque, Pháp từ ngày 26 tháng 5 cho đến ngày 4 tháng 6 năm 1940 giữa quân đội Đồng Minh và Đức Quốc xã, một phần của Trận chiến nước Pháp thuộc Mặt trận phía Tây. Trước sức ép tấn công tới tấp của Đức, các lực lượng Đồng Minh đã phải vừa đánh đỡ vừa rút lui ra bãi biển và mở cuộc tháo chạy khổng lồ theo đường biển về Anh Quốc. Lực lượng tham chiến trong trận đánh bao gồm Cụm Tập đoàn quân số 1 Anh-Pháp do tướng Georges Maurice Jean Blanchard chỉ huy và các Cụm Tập đoàn quân A, B (Đức) lần lượt do 2 tướng Gerd von Rundstedt va Fedor von Bock chỉ huy.
Sau thời kỳ chiến tranh kỳ quặc, trận chiến nước Pháp bùng nổ ngày 10 tháng 5 1940. Từ phía đông, quân Đức thuộc Cụm Tập đoàn quân B xâm chiếm Hà Lan và tràn sang Bỉ, vượt qua phần lớn hệ thống phòng ngự biên giới của hai nước này trước khi quân Đồng Minh kịp đến. Tổng tư lệnh tối cao quân đội Đồng Minh là tướng Pháp Maurice Gamelin liền cho thực hiện kế hoạch Dyle và đưa ba đội quân cơ giới là các Tập đoàn quân số 1 và số 7 của Pháp, cùng Lực lượng Viễn chinh Anh tiến vào Bỉ, tới tuyến sông Dyle chống giữ với quân Đức. Kế hoạch này đặt nhiều hy vọng vào việc tuyến phòng thủ Maginot dọc theo biên giới Pháp-Đức có thể cản được bước tiến của đối phương, nhưng ngày 14 tháng 5, Cụm Tập đoàn quân A của Đức đã chọc thủng tuyến phòng thủ tại Ardennes và nhanh chóng từ Sedan tiến về phía tây ra eo biển Manche, thực hiện đòn lưỡi hái theo như kế hoạch Manstein đánh bọc sườn quân Đồng Minh.
Đồng Minh mở nhiều cuộc phản kích, nổi bật là trận Arras, nhưng không cản nổi sức tấn công của địch. Quân Đức tiếp tục tràn tới và đến ngày 20 tháng 5 thì ra đến eo biến, cô lập 3 tập đoàn quân Pháp, Lực lượng Viễn chinh Anh và quân đội Bỉ với các lực lượng còn lại của Pháp ở phía nam. Sau khi ra tới biến, quân Đức tiến lên phía bắc dọc theo bờ biển, đe dọa đánh chiếm các bến cảng và tiêu diệt các lực lượng Anh, Pháp trước khi họ có thể sơ tán. Boulogne và Calais lần lượt thất thủ, chỉ còn lại Dunkerque là cảng duy nhất chưa bị chiếm.
Trong lúc tình thế càng lúc càng khó khăn cho phe Đồng Minh, thì lực lượng xe tăng chủ lực Đức đột nhiên dừng lại theo mệnh lệnh ngừng tiến quân ban xuống, đây là một trong những quyết định gây tranh cãi nhất trong toàn bộ cuộc chiến. Hai đại tướng Gerd von Rundstedt và Günther von Kluge - chứ không phải Adolf Hitler như nhiều người vẫn lầm tưởng - cho rằng quân thiết giáp Đức quanh Dunkerque nên ngừng tiến để củng cố lại, và được Hitler phê chuẩn ngày 24 tháng 5. Sự trì hoãn 3 ngày đã giúp quân Đồng Minh có đủ thời gian tổ chức chiến dịch sơ tán ra biển và xây dựng hệ thống phòng ngự bảo vệ cảng. Bất chấp những nỗ lực ngăn cản của không quân Đức, cuối cùng hơn 330.000 quân sĩ Đồng Minh suýt bị bắt làm tù binh đã may mắn được cứu thoát.

## Bối cảnh

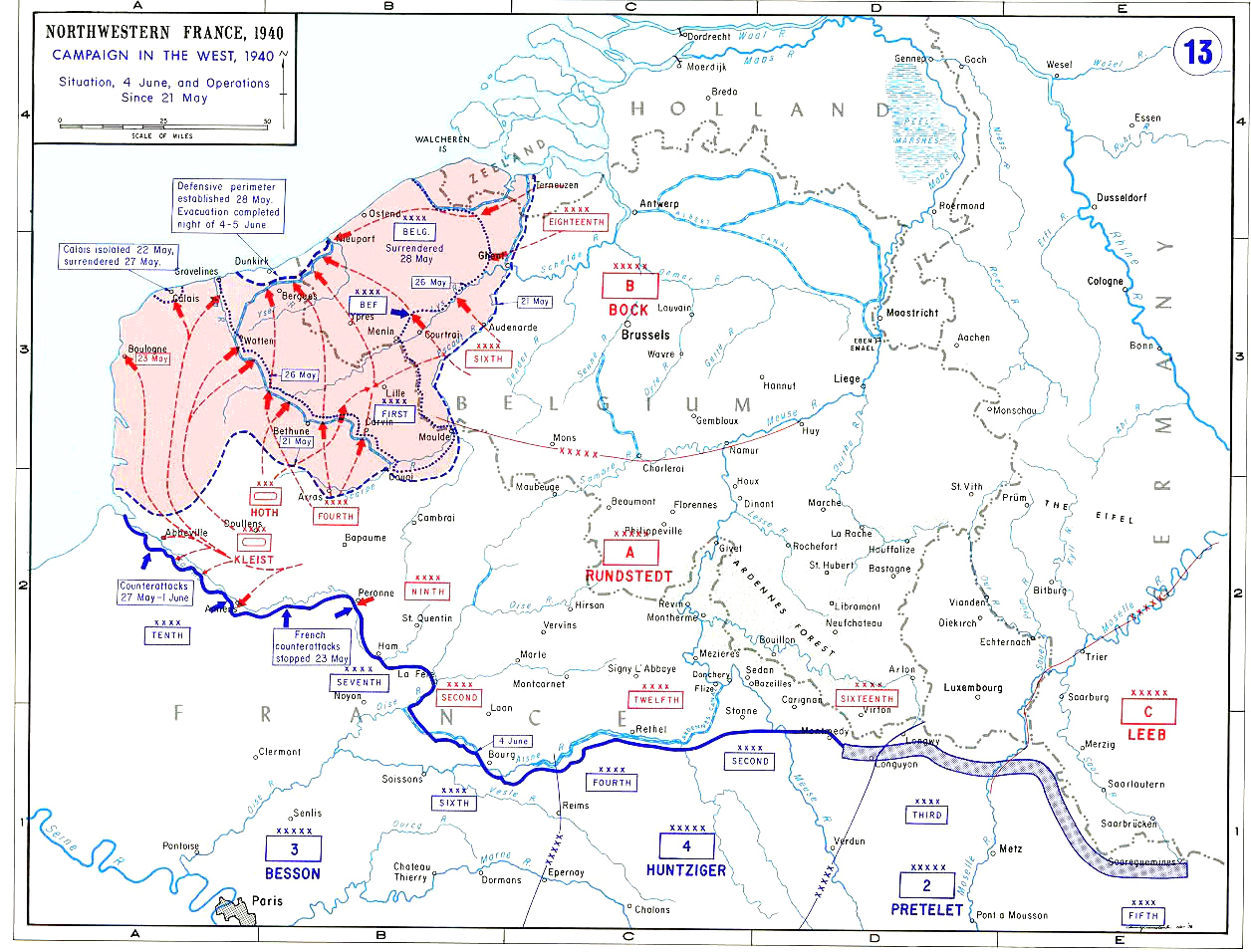
Bản đồ khu tây bắc Pháp năm 1940

Ngày 10 tháng 5 năm 1940, Winston Churchill trở thành Thủ tướng Anh Quốc. Cho đến 26 tháng 5, Lực lượng Viễn chinh Anh (BEF) và Tập đoàn quân số 1 Pháp đã bị dồn ép vào một hành lang ra biển, sâu 97 km và rộng 24–40 km. Phần lớn quân Anh vẫn còn đang đóng quanh Lille, cách Dunkerque hơn 64 km, còn quân Pháp ở xa hơn về phía nam. Hai đội quân hùng hậu của Đức đang bọc đánh họ: Cụm Tập đoàn quân B của Đại tướng Fedor von Bock đến từ phía đông, Cụm Tập đoàn quân A của Đại tướng Gerd von Rundstedt đến từ phía tây.

### Mệnh lệnh ngừng tiến quân của Hitler
Ngày 24 tháng 5, Hitler đến thăm tổng hành dinh của tướng von Rundstedt tại Charleville. Von Rundstedt đã khuyên ông rằng bộ binh nên tấn công các đội quân Anh tại Arras, nơi mà người Anh đã thể hiện khả năng chiến đấu đáng kể, trong khi Cụm Thiết giáp Kleist (lực lượng thiết giáp chủ lực của Cụm Tập đoàn quân A nói riêng và quân Đức nói chung) đóng giữ tuyến phía tây và phía nam Dunkerque để chụp đánh các lực lượng Đồng Minh đang rút lui phía trước Cụm Tập đoàn quân B. Mệnh lệnh này cho phép quân Đức củng cố những thành quả và chuẩn bị cho công cuộc tiến xuống phía nam, tiến đánh các lực lượng còn lại của Pháp. Địa hình khu vực quanh Dunkerque được cho là không phù hợp với xe tăng; và Hitler đã quen thuộc với những đầm lầy của vùng Flanders khi còn làm lính trong thời Chiến tranh thế giới thứ nhất. Mặc dù các phi công Đức đang cần nghỉ ngơi sau 2 tuần lễ chiến đầu không ngừng nghỉ, nhưng Tư lệnh Không quân Đức Hermann Göring đã xin được cho cơ hội hủy diệt các lực lượng đối phương tại Dunkerque. Vậy là nhiệm vụ tiêu diệt quân Đồng Minh ban đầu được giao cho không quân và bộ binh Đức thuộc biên chế Cụm Tập đoàn quân B của von Bock. Sau này, von Rundstedt đã gọi đây là "một trong những bước ngoặt lớn của cuộc chiến".
Trong thế thắng như chẻ tre, quân Đức hoàn toàn có thể diệt gọn quân đối phương ở Dunkerque một cách không quá khó khăn. Theo nhận định của các chiến lược gia, với thế và lực khi đó, quân Đức chỉ cần chưa tới 10 ngày là có thể giành chiến thắng ở Dunkerque. Trong lúc liên quân Anh-Pháp rơi vào tình thế tuyệt vọng, việc quân Đức ra lệnh ngừng tấn công thực sự là một kỳ tích may mắn cho quân Anh.
Nguyên nhân thực sự của quyết định ngừng tiến quân ban ra cho quân thiết giáp Đức ngày 24 tháng 5 vẫn là một vấn đề gây tranh cãi. Có giả thuyết cho rằng von Rundstedt và Hitler đã nhất trí là bảo toàn lực lượng thiết giáp cho "Kế hoạch Đỏ" (Fall Rot) nhằm tấn công xuống phía nam. Có thể mối quan hệ của không quân với Đảng Quốc xã gần gũi hơn so với lục quân đã góp phần khiến Hitler chấp thuận đề nghị của Göring. Một giả thuyết khác được tranh cãi gần đây là Hitler đã cố gắng thiết lập hòa bình thông qua ngoại giao với nước Anh trước khi mở Chiến dịch Barbarossa. Theo một số học giả, việc Hitler mở lối thoát cho quân Anh là nhằm tỏ thiện chí muốn nước Anh đám phán hòa bình và đứng trung lập trong cuộc chiến mà Đức sắp tiến hành để xâm chiếm Liên Xô. Mặc dù von Rundstedt sau chiến tranh có tuyên bố hoài nghi rằng Hitler đã muốn "giúp người Anh", dựa trên những lời được cho là khen ngợi Đế quốc Anh trong chuyến thăm tổng hành dinh của ông ta, nhưng không có bằng chứng nào chứng tỏ rằng Hitler từng muốn để cho quân Đồng Minh chạy thoát. Sử gia Brian Bond đã tuyên bố:
Có rất ít sử gia ngày nay chấp nhận quan điểm cho rằng hành vi của Hitler đã bị ảnh hưởng bởi mong muốn nương tay với người Anh với hy vọng họ sẽ chấp nhận một nền hỏa bình thỏa hiệp. Đúng là trong bản di chúc chính trị ngày 26 tháng 2 năm 1945, Hitler có than thở rằng Churchill đã "hoàn toàn không thể đánh giá đúng tinh thần thượng võ" khi ông ta kiềm chế sự hủy diệt [của Lực lượng Viễn chinh Anh] tại Dunkirk, nhưng điều này khó mà phù hợp với những ghi chép đương thời. Chỉ thị số 13 do Tổng hành dinh Tối cao ban hành ngày 24 tháng 5 đã đặc biệt kêu gọi hủy diệt các lực lượng Pháp, Anh và Bị bên trong cái túi, trong khi Không quân được lệnh ngăn chặn quân Anh chạy thoát qua eo biển.
Bất kể lý do của Hitler có là gì, thì quân Đức cũng tự tin rằng quân Đồng Minh không thể thoát. Nhà báo Hoa Kỳ William Shirer báo cáo ngày 25 tháng 5 năm "giới quân sự Đức tại đây tối nay nói rất thẳng thừng. Họ bảo rằng số phận đội quân vĩ đại của Đồng Minh bị hãm tại Flanders đã được định đoạt". Tư lệnh Lực lượng Viễn chinh Anh, Lord Gort cũng đồng ý và viết cho Anthony Eden rằng "Tôi không thể giấu ngài rằng trong tình huống tốt đẹp nhất thì một phần rất lớn của BEF và những trang thiết bị của nó cũng chắc chắn sẽ bị mất". Hitler không hủy bỏ mệnh lệnh dừng quân thiết giáp cho đến tận tối 26 tháng 5, nhưng 3 ngày dừng chân đã làm suy giảm xung lực tấn công của các binh đoàn thiết giáp dưới quyền Rundstedt và bộ binh của Bock vẫn đóng vai trò chủ lực trong trận tấn công Dunkerque. Ba ngày có được đó là một thời gian nghỉ ngơi quan trọng giúp Hải quân Hoàng gia Anh chuẩn bị sơ tán các đội quân Anh và Đồng Minh. Khoảng 338.000 người đã được cứu trong 11 ngày trên những con tàu Anh, trong đó có khoảng 215.000 người Anh, 123.000 người Pháp.

## Trận chiến

### "Đánh lùi về phía tây"
Ngày 26 tháng 5, Anthony Eden đã nói với Gort rằng có thể cần phải "đánh lùi về phía tây", và ra lệnh cho ông ta chuẩn bị kế hoạch sơ tán, nhưng không báo cho người Pháp hay người Bỉ biết. Gort đã đoán trước được mệnh lệnh này và đã có trong tay những kế hoạch sơ bộ. Một kế hoạch tương tự đầu tiên cho tuyến phòng thủ dọc theo sông đào Lys đã không thể tiến hành do cuộc tiến quân của Đức đến ngày 26 tháng 5 đã khiến các sư đoàn bộ binh số 2 và số 50 của Anh bị ghìm chặt, còn sư đoàn bộ binh số 1, 5 và 48 đang bị tấn công dữ dội. Sư đoàn Bộ binh số 2 Anh chịu thương vong nặng nề trong khi cố gắng giữ một hành lang mở, giờ lực lượng đã tụt xuống ngang cấp lữ đoàn nhưng họ đã thành công; các sư đoàn bộ binh số 1, 3, 4 và 42 Anh chạy thoát qua hành lang này trong ngày hôm đó, cùng với 1/3 Tập đoàn quân số 1 Pháp. Trong khi bị đẩy lùi, quân Đồng Minh đã tự vô hiệu hóa các khẩu pháo và xe cộ, cũng như phá hủy các kho hàng của chính mình.
Ngày 27 tháng 5, quân Anh vừa đánh vừa lùi về đến tuyến phòng thủ ngoại vi Dunkerque. Cùng ngày hôm đó diễn ra vụ thảm sát Le Paradis khi Sư đoàn SS Totenkopf số 3 xả súng máy vào 97 tù binh Anh ở gần sông đào La Bassée. Các tù binh này vốn thuộc Tiểu đoàn 2, Trung đoàn Norfolk Hoàng gia, Lữ đoàn Bộ binh số 4, Sư đoàn số 2 của Anh. Quân Đức đã bắt họ xếp hàng dựa vào tường một kho thóc và bắn; chỉ có hai người sống sót. Trong lúc đó, không quân Đức đã thả bom và tờ rơi xuống các đội quân Đồng Minh. Những tờ rơi này có vẽ bản đồ tình hình bằng tiếng Anh và tiếng Pháp: "Hỡi các binh lính Anh! Hãy nhìn vào bản đồ: nó cho thấy hoàn cảnh thực sự của các người! Quân đội các người đã hoàn toàn bị bao vây – hãy ngừng chiến đấu! Hạ vũ khí đi!". Binh sĩ Đồng Minh hầu như toàn dùng chúng để làm giấy vệ sinh. Đất liền và bầu trời bị Đức Quốc xã khống chế, và biển dường như là một rào cản không thể vượt qua, nên họ thực sự có nghĩ rằng mình đã bị bao vây; nhưng người Anh lại xem biển như một con đường để thoát hiểm.
Cũng như bom của không quân, pháo binh hạng nặng Đức (vừa mới vào tầm bắn) cũng nã đạn dữ dội vào Dunkerque. Cho đến lúc này, trong thành phố đã có 1.000 thi thể của thường dân là nạn nhân. Cuộc pháo kích này vẫn tiếp tục cho đến tận khi cuộc sơ tán kết thúc.

### Trận Wytschaete

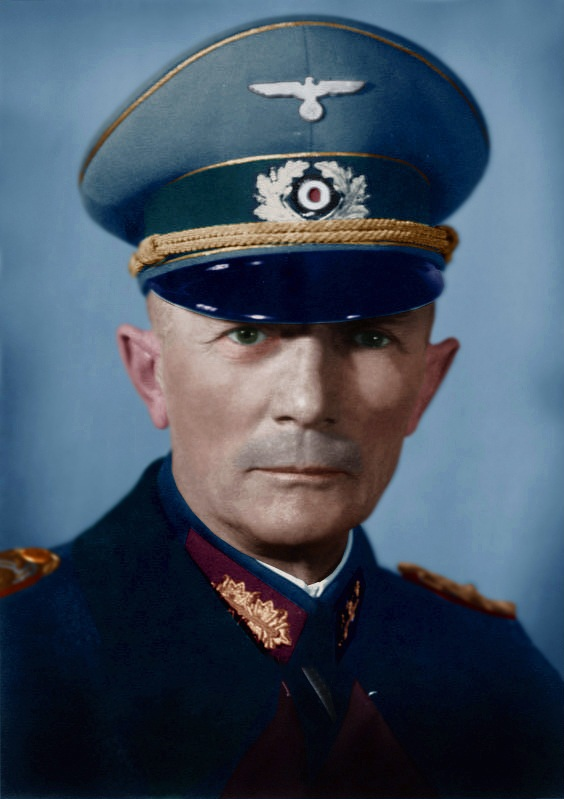
Tướng Đức Fedor von Bock

Gort đã phái tướng Ronald Forbes Adam đến trước để xây dựng tuyến phòng thủ ngoại vi quanh Dunkerque. Tướng Alan Brooke sẽ cầm chân quân địch với các sư đoàn bộ binh số 3, 4, 5 và 50 dọc theo sông đào Ypres-Comines cho đến sông Yser trong khi phần còn lại của BEF rút lui. Trận Wytschaete là trận chiến khó khăn nhất mà Brooke phải đối mặt khi thực hiện nhiệm vụ này.
Ngày 26 tháng 5, quân Đức tiến hành trinh sát có hỏa lực vào các vị trí của Anh. Đến trưa ngày 27, họ mở cuộc tấn công toàn diện với 3 sư đoàn ở phía nam Ypres. Một trận hỗn chiến liền nổ ra trong điều kiện tầm nhìn kém do địa hình rừng hoặc thành thị, và điều kiện liên lạc kém bởi quân Anh lúc đó không sử dụng radio ở cấp dưới tiểu đoàn còn đường dây điện thoại đã bị cắt. Phía Đức sử dụng chiến thuật đột nhập để len vào giữa quân Anh và đánh lui họ.
Cuộc chiến ác liệt nhất diễn ra ở khu vực của Sư đoàn số 5 Anh. Đến ngày 27 tháng 5, Brooke đã lệnh cho thiếu tướng Bernard Montgomery mở rộng trận tuyến của Sư đoàn số 3 sang bên trái, qua đó giúp giải phóng các lữ đoàn bộ binh 10 và 11 thuộc Sư đoàn số 4 đi gia nhập Sư đoàn số 5 tại Messines Ridge. Lữ đoàn 10 đến trước và phát hiện quân địch đã tiến xa đến mức đang tiếp cận lực lượng pháo dã chiến Anh. Hai lữ đoàn Anh đã chặn vào giữa và xóa sổ mũi nhọn quân Đức, đến ngày 28 tháng 5 họ củng cố đứng vững an toàn tại phía đông Wytschaete.
Cũng trong ngày hôm đó, Brooke đã hạ lệnh tiến hành một cuộc phản công với lực lượng xung kích gồm 2 đơn vị là Trung đoàn Bảo vệ Grenadier số 3 và Trung đoàn North Staffords số 2 (đều thuộc Sư đoàn số 1). Trung đoàn North Staffords tiến đến sông Kortekeer, còn trung đoàn Grenadier tiếp cận sông đào, nhưng không giữ nổi. Cuộc phản công đã làm gián đoạn đà tiến của Đức và câu thêm thời gian cho BEF rút lui.

### Chiến sự tại Poperinge
Tuyến đường rút từ vị trí của Brooke về Dunkerque có đi qua thị trấn Poperinge (người Anh hay gọi là "Poperinghe"), tại đây có một nút cổ chai tại cây cầu bắc qua sông đào Yser. Hầu hết các con đường chính trong khu vực đều hội tụ tại cầu này. Ngày 27 tháng 5, không quân 
ném bom gây tắc nghẽn giao thông suốt 2 tiếng đồng hồ, phá hủy hay làm kẹt cứng khoảng 80% xe cộ Đồng Minh. Không quân Đức tiến hành một cuộc tấn công khác trong đêm 28/29 tháng 5 dưới ánh sáng từ pháo sáng và cả từ các xe cộ đang cháy. Sư đoàn 44 đã phải từ bỏ và mất gần hết súng và xe tải trên đường từ Poperinge đến Mont.
Sư đoàn Thiết giáp số 6 Đức đáng lẽ đã có thể hủy diệt Sư đoàn 44 Anh tại Poperinge ngày 29 tháng 5, qua đó cắt rời Sư đoàn số 3 và số 50. Có thể gọi là "đáng kinh ngạc" khi họ không làm thế, mà lại chuyển qua bao vây thị trấn Cassel ở gần đó.

### Bỉ đầu hàng
Gort ra lệnh cho tướng Anh Ronald Forbes Adam, tư lệnh Quân đoàn 3 và tướng Pháp Bertrand Fagalde chuẩn bị tuyến phòng thủ ngoại vi cho Dunkerque. Phòng tuyến này có hình bán nguyệt, với quân Pháp ở phía tây và quân Anh ở phía đông, chạy từ Nieuwpoort ở phía đông qua Furnes, Bulskamp và Bergues đến Gravelines ở phía tây. Trận tuyến này đủ mạnh để có thể chịu được áp lực, nhưng vào ngày 28 tháng 5, quân đội Bỉ bị áp đảo dữ dội trước các cuộc tấn công của Đức và vẫn nhận lệnh trực tiếp từ quốc vương Leopold - người đã từ chối từ bỏ quân lính và những người tị nạn Bỉ trong vùng đất còn chưa bị chiếm đóng còn lại của Bỉ, đã đầu hàng. Việc này làm lộ ra một khoảng hở rộng 32 km trên sườn phía đông của Gort, nằm giữa quân Anh và biển. Người Anh bất ngờ trước sự đầu hàng của nước Bỉ, mặc dù đã được quốc vương Leopold đã cảnh báo từ trước. Là một vị vua lập hiến, quyết định của Leopold là đầu hàng mà không cần xin ý kiến chính phủ Bỉ đã khiến ông bị chỉ trích từ phía người Bỉ, thủ tướng Bỉ Hubert Pierlot và thủ tướng Pháp Paul Reynaud.
Quốc vương George VI của Anh đã gửi cho Gort một bức điện tín như sau:
Toàn thể đồng bào đang dõi theo với niềm tự hào và ngưỡng mộ sự kháng cự dũng cảm của Lực lượng Viễn chinh Anh trong cuộc chiến diễn ra liên tục hai tuần lễ vừa qua. Đối mặt với tình huống ngoài tầm kiểm soát trong một hoàn cảnh cực kỳ khó khăn, họ đang thể hiện sự can đảm chưa từng có trong biên niên sử Lục quân Anh. Con tim tất cả chúng tôi tại quê nhà đang ở bên ngài và đội quân cừ khôi của ngài trong giờ phút nguy nan này.

Gort đã phái các sư đoàn số 3, 4 và 50 - vốn đã hao mòn vì chiến trận - ra trận tuyến để vá lỗ hổng mà sự đầu hàng của người Bỉ tạo ra.

### Tuyến phòng thủ ngoại vi
Trong khi các đơn vị Anh còn đang hành quân vào vị trí, họ đã đụng độ Sư đoàn Bộ binh 256 Đức đang định đánh bọc sườn Gort. Xe thiết giáp thuộc Trung đoàn Lancers số 12 đã tự mình chặn quân Đức tại Nieuport. Một trận hỗn chiến nổ ra trên khắp phòng tuyến ngoại vi trong suốt ngày 28 tháng 5. Phía Anh dần tan rã và phòng tuyến dần dần bị đẩy lùi vào trong Dunkerque.
Trong khi đó, các Sư đoàn Thiết giáp 4, 5, 7 cùng 4 sư đoàn bộ binh của Cụm Tập đoàn quân A đã bao vây 5 sư đoàn thuộc Tập đoàn quân số 1 Pháp ở gần Lille. Mặc dù bị cô lập hoàn toàn, nhưng quân Pháp dưới quyền tướng Jean-Baptiste Molinié vẫn chiến đấu 4 ngày trong Cuộc vây hãm Lille, cầm chân cả thảy 7 sư đoàn Đức không cho họ tấn công Dunkerque và cứu được khoảng 100.000 quân Đồng Minh.
Tuyến phòng thủ ngoại vi đã cầm cự trong suốt 2 ngày 29–30 tháng 5, nhưng quân Anh cũng bị đẩy lui phần nào. Đến ngày 31, người Đức gần như đã đột phá tại Nieuport, và tình thế trở nên tuyệt vọng đến nỗi có 2 tiểu đoàn trưởng Anh đã phải đích thân vào vị trí điều khiển một khẩu Bren, cùng 1 viên đại tá bắn và 1 người khác nạp đạn. Vài tiếng đồng hồ sau, Tiểu đoàn 2 trung đoàn Coldstream Guards tức tốc đến tăng viện gần Furnes, nơi quân Anh đang tan tác. Họ tái lập được trật tự sau khi bắn vào một số lính bỏ chạy, rồi ép những người khác quay lại bằng lưỡi lê. Quân Anh trở lại trận tuyến và cuộc tấn công của Đức bị đánh lui.
Đến buổi chiều cùng ngày, quân Đức đã chọc thủng phòng tuyến ở gần con sông đào tại Bulskamp nhưng mặt đất lầy lội phía bên kia sông cộng với hỏa lực lẻ tẻ của Trung đoàn Khinh binh Durham đã buộc họ dừng lại. Khi màn đêm buông xuống, phía Đức mở một cuộc tấn công khác vào Nieuport. 18 máy bay ném bom của Không quân Hoàng gia Anh đã phát hiện ra khi quân Đức còn đang tập hợp và đánh họ tan tác bằng một đợt không kích chính xác.

### Rút lui về Dunkerque
Cũng trong ngày 31 tháng 5, tướng Georg von Küchler (Tư lệnh Tập đoàn quân số 18 - Cụm Tập đoàn quân B) nắm quyền chỉ huy toàn bộ các lực lượng Đức tại Dunkerque. Kế hoạch của ông rất đơn giản: mở một cuộc tấn công toàn diện trên khắp trận tuyến vào lúc 11h00 ngày 1 tháng 6. Điều kỳ lạ là Von Küchler đã bỏ qua một thông điệp radio chặn bắt được, theo đó người Anh đã từ bỏ đoạn cuối phía đông phòng tuyến để lui về Dunkerque.
Sáng ngày 1 tháng 6, trời quang đãng rất tốt cho máy bay hoạt động, trái hẳn với thời tiết xấu đã cản trở các chiến dịch của không quân Đức trong các ngày 30 và 31 tháng 5 (trong toàn chiến dịch chỉ có 2 ngày rưỡi thời tiết phù hợp cho máy bay). Mặc dù Churchill đã hứa với người Pháp rằng quân Anh sẽ yểm hộ cho họ rút lui, nhưng trên mặt đất chính quân Pháp mới là người giữ trận tuyến trong khi những người lính Anh còn lại sơ tán.
Chịu đựng hỏa lực pháo binh tập trung cùng với các đợt bắn phá và ném bom của không quân Đức, người Pháp vẫn giữ vững trận địa. Đến 2 tháng 6 (ngày mà các đơn vị cuối cùng của Anh lên tàu), quân Pháp mới bắt đầu từ từ rút lui, và tới ngày 3 tháng 6 thì quân Đức chỉ còn cách Dunkerque khoảng 3 km. Đêm 3 tháng 6 là đêm cuối cùng của cuộc sơ tán. Lúc 10h20 ngày 4 tháng 6, cờ chữ Vạn của Đức Quốc xã tung bay trên bến cảng nơi mà nhiều binh lính Anh, Pháp đã trốn thoát trong gang tấc.

## Cuộc sơ tán

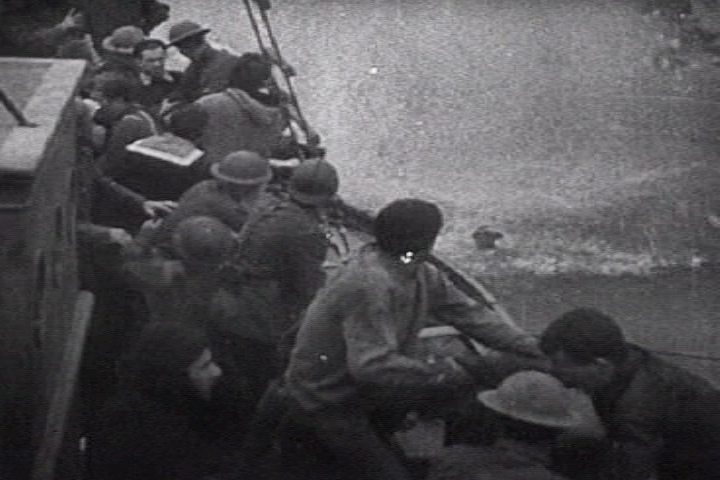
Một ngư dân Anh đưa tay cho người lính Đồng Minh trong khi bom Stuka phát nổ cách đó vài mét.

Văn phòng Chiến tranh Anh ra quyết định cho sơ tán các lực lượng Anh vào ngày 25 tháng 5. Trong 9 ngày từ 27 tháng 5 đến 4 tháng 6, 338.226 người, trong đó có 139.997 quân Pháp, Ba Lan và Bỉ, cùng một số ít lính Hà Lan đã trốn thoát trên 861 tàu thuyền (có 243 chiếc bị đánh chìm trong chiến dịch). Liddell Hart tuyên bố Bộ tư lệnh Tiêm kích Anh mất 106 máy bay trong các cuộc không chiến trên bầu trời Dunkerque, còn Không quân Đức thiệt hại khoảng 135 chiếc – trong đó có một số là do Hải quân Pháp và Hải quân Hoàng gia Anh bắn hạ; nhưng MacDonald thì cho rằng Anh mất 177 máy bay còn Đức mất 240.
Các bến tàu tại Dunkerque bị tàn phá nặng nề đến mức không thể sử dụng được, nhưng những con đê chắn sóng Đông và Tây thì còn nguyên vẹn. Thuyền trường William Tennant phụ trách tiến hành di tản đã quyết định sử dụng các bãi biển con đê chắn sóng Đông để cho tàu thuyền cập bến. Sáng kiến này rất thành công và đã giúp làm tăng đáng kể số binh lính có thể lên tàu mỗi ngày, và vào đỉnh cao nhất của công tác cứu hộ, ngày 31 tháng 5, hơn 68.000 người đã được sơ tán.
Tướng Harold Alexander là một trong những người Anh di tản cuối cùng. Ngay trước nửa đêm 2 tháng 6, Phó đô đốc Bertram Ramsay nhận được tín hiệu: "BEF đã sơ tán". Những người cuối cùng của Lục quân Anh rời đi ngày 3 tháng 6, và lúc 10h50, Tennant đánh điện cho Ramsay nói rằng "Chiến dịch hoàn tất. Đang trở về Dover". Tuy nhiên Churchill nhất quyết đòi hải quân Anh phải quay lại giúp người Pháp, nên Hải quân Hoàng gia liền trở lại vào ngày 4 tháng 6 nhằm cố gắng cứu càng nhiều quân Pháp cản hậu càng tốt. Hơn 26.000 lính Pháp được di tản trong ngày cuối cùng đó, nhưng cũng có từ 30.000 đến 40.000 người khác bị bỏ lại và buộc phải đầu hàng quân Đức.

## Kết quả

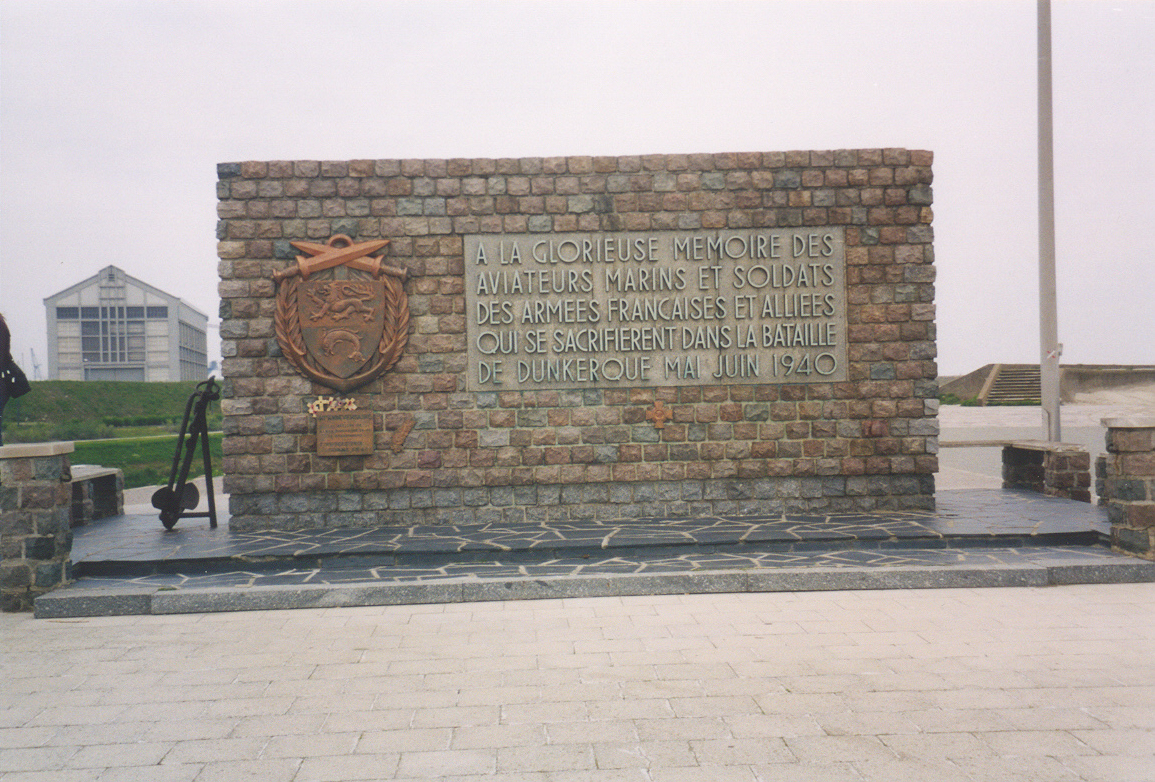
Đài tưởng niệm trận Dunkerque.

Sau những sự kiện tại Dunkerque, quân Đức tái bố trí lại trước khi bắt đầu chiến dịch mới mang tên Fall Rot ("Kế hoạch Đỏ"), một cuộc tấn công xuống phía nam mở màn ngày 5 tháng 6. Mặc dù 2 sư đoàn mới của Anh đã đến Pháp nhằm cố gắng tái lập một Lực lượng Viễn chinh thứ hai, nhưng tới ngày 14 tháng 6 lại có quyết định rút toàn bộ các đội quân Anh còn lại về nước trong một chiến dịch sơ tán mang tên Chiến dịch Ariel. Đến 25 tháng 6, gần 192.000 nhân viên Đồng Minh, trong đó 144.000 là người Anh đã được sơ tán qua nhiều cảng của Pháp. Dù Lục quân Pháp cố gắng chống trả nhưng quân Đức vẫn tiến vào Paris trong ngày 14 tháng 6. Chính phủ Pháp buộc phải ký Hiệp định Đình chiến Compiègne lần hai ngày 22 tháng 6.
Những thiệt hại về vật chất trên các bãi biển là rất lớn. Lục quân Anh phải bỏ lại một lượng trang thiết bị đủ để trang bị cho từ 8 đến 10 sư đoàn. Một số lượng khổng lồ đạn dược, 880 khẩu pháo dã chiến, 310 pháo nòng cỡ lớn, khoảng 500 súng phòng không và 850 súng chống tăng, 11.000 súng máy, gần 700 xe tăng, 20.000 mô tô và 45.000 ô tô cùng xe tải. Những trang thiết bị cho lục quân hiện có ở Anh chỉ đủ cho 2 sư đoàn. Lục quân Anh cần nhiều tháng mới có thể trang bị lại một cách hợp lý và một số trang bị mới được lên kế hoạch cho ra mắt đã phải hoãn lại khi mà những nguồn lực công nghiệp cần tập trung vào việc bù đắp những thiệt hại. Các sĩ quan Anh đã ra lệnh cho binh lính đốt hoặc làm cách nào đó vô hiệu hóa các xe tải khi rút lui để chúng khỏi rơi vào tay quân Đức. Tình trạng thiếu hụt xe cộ sau trận Dunkerque nghiêm trọng đến mức Quân đoàn Phục vụ Lục quân Hoàng gia Anh (RASC) phải phục hồi và tân trang một số lượng mẫu xe bus và xe khách đã lỗi thời từ các bãi phế thải rồi dùng chúng làm xe chở quân. Một số xe đời cổ trong số này vẫn còn được sử dụng về sau tại mặt trận Bắc Phi năm 1942.
Trận chiến được gọi là "Phép màu Dunkerque ". Một đài tưởng niệm bằng đá cẩm thạch cho trận này đã được dựng tại Dunkerque với dòng chứ viết bằng tiếng Pháp: "Tưởng nhớ vinh quang những người phi công, thủy thủ và binh sĩ của các đội quân Pháp và Đồng Minh đã hy sinh thân mình trong Trận Dunkerque, tháng 5-6 năm 1940."

## "Tinh thần Dunkerque (Dunkirk)"
Bộ máy tuyên truyền Anh sau đó đã khai thác cuộc sơ tán thắng lợi ở Dunkerque năm 1940, đặc biệt là vai trò của "những con tàu nhỏ Dunkerque" một cách rất hiệu quả. Nhiều chiếc "tàu nhỏ" này là tàu tư nhân như thuyền đánh cá và tàu du lịch, nhưng cũng có những tàu thương mại như phà góp phần, trong đó có cả một số chiếc ở xa tận Đảo Man và Glasgow. Những tàu nhỏ được tàu hải quân dẫn đường từ cửa sông Thames và từ Dover đã băng qua eo biển hỗ trợ cho công tác di tản chính thức. Vì có thể tiếp cận những bờ biển nông gần hơn so với tàu lớn, những con "tàu nhỏ" đã đóng vai trò như "con thoi" giữa các tàu lớn, đưa quân lính đang xếp hàng dưới nước lên tàu, nhiều người trong số họ đã phải đợi vài tiếng đồng hồ trong tình trạng nước ngập đến tận vai. Thuật ngữ "Tinh thần Dunkirk" cho đến nay vẫn được sử dụng để nhắc đến niềm tin vào sự đoàn kết của người Anh trong những giờ phút nguy nan.

## Văn hóa
Bộ phim Cuộc di tản Dunkirk (2017) của đạo diễn Christopher Nolan đặc biệt là có sự tham gia của ca sĩ Harry Styles của One Direction với vai Alex